# Youddiph
Marija Lvovna Kats eller Youddiph (russisk: Мари́я Льво́вна Кац), født 23. januar 1973) er en russisk sanger, som repræsenterede Rusland ved Eurovision Song Contest 1994, med sangen "Вечный странник".